# Departamento Ullum
Ullum es uno de los 19 departamentos de la provincia de San Juan (Argentina). Se encuentra ubicado en el centro sur de dicha provincia, donde predominan un paisaje de serranías y una escasa vegetación. Ullum posee casi el 90% de su territorio deshabitado, sin embargo se caracteriza por su producción de vid y frutas. Dentro de su superficie se encuentra entre otros, el Embalse Ullum, el cual le permite un desarrollo turístico y energético, el departamento además comparte con el vecino departamento de Zonda el recientemente construido Dique los Caracoles, y en etapa de construcción, el Dique Punta Negra, que otorgará al departamento características únicas de singular belleza, contribuyendo además al crecimiento sostenido que ha tenido la provincia de San Juan en los últimos años.
El departamento de Ullum limita con los siguientes departamentos Sanjuaninos, al noreste con Jáchal, al noroeste con Iglesia, al oeste con Calingasta, al sur con Zonda, al este con Albardón y al sureste con Rivadavia.-

## Toponimia
El nombre de este departamento es de origen indígena "Ullumpa", que traducido al castellano significa "cabeza de falo". Esto puede señalar el lugar donde se celebraban rituales de los jóvenes aborígenes aspirantes a guerreros o estar en relación con la fertilidad de las tierras de la zona, aludiendo directamente a la fecundidad masculina.

## Población
El censo 2010 arrojó 4886 habitantes.
Para el censo 2022 el departamento registró 6454 habitantes; lo que representó un aumento en la cantidad de personas del 321,1% mayor que el crecimiento poblacional provinciala situado en 20,8%. Estos datos le valieron al departamento tener la menor población y la segunda menor densidad de la provincia.

## Geografía
El departamento Ullum se encuentra emplazado en el centro oeste de la provincia de San Juan, al noroeste de la ciudad de San Juan, posee una superficie de 4.391 kilómetros cuadrados. Sus límites son:
- Al noreste con el departamento de Jáchal
- Al noroeste con el departamento de Iglesia
- Al sur con el departamento de Zonda
- Al sureste con el departamento de Rivadavia
- Al este con el departamento de Albardón
- Al oeste con el departamento de Calingasta

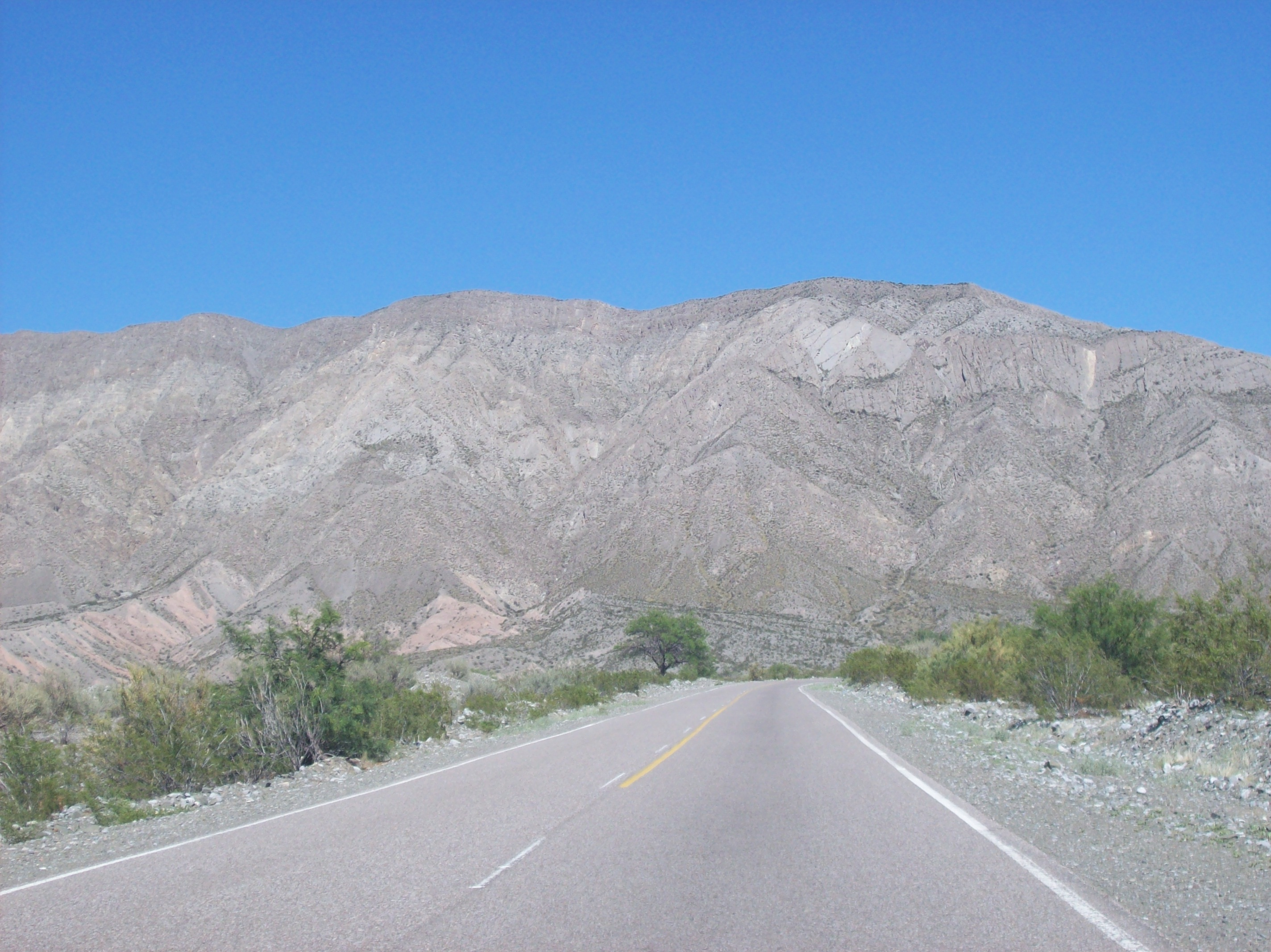
Ruta provincial 436, cerca de Talacasto.

El departamento Ullum posee un relieve que es altamente accidentado (montañoso), ya que toda su superficie se encuentra ubicada sobre el cordón central o precordilleranas de San Juan, entre las serranías más destacadas están las lomadas de Las Tapias, las de Talacasto, de la Dehesa y de Villicum por el este y las sierras del Tigre y de la Invernada por el oeste. En la zona sur se destaca el río San Juan que desemboca en el dique de Ullum.
El clima del departamento es desértico con escasas precipitaciones, con temperaturas de 35 °C en verano con absolutas de hasta 40 °C y en invierno seca de los 16 °C, con presencia de heladas con -8 °C. El clima se distingue por la influencia del lago del dique sobre la temperatura general y por las nevadas ocasionales en la zona de Talacasto.

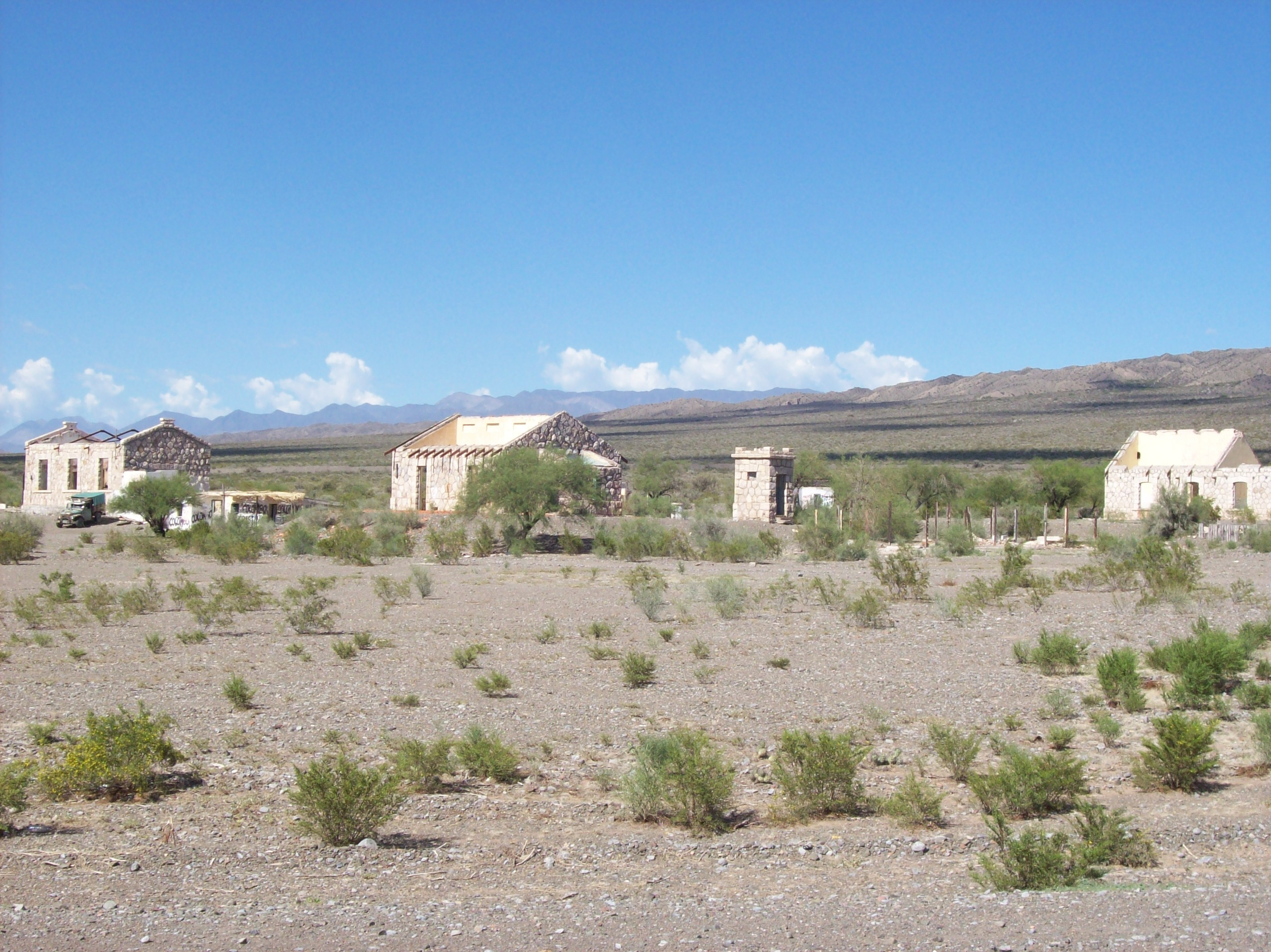
Ruinas exestación Talacasto.

La flora, caracterizada por ser xerófila. La fauna incluye especies como liebres, puma, vizcachas, martinetas, guanacos, pájaros silvestres y pejerreyes.
31°25′S 68°44′O / -31.417, -68.733

### Sismicidad
La sismicidad del área de Cuyo (centro oeste de Argentina) es frecuente y de intensidad baja, y un silencio sísmico de terremotos medios a graves cada 20 años en distintas áreas aleatorias.
Terremoto de Caucete 1977el 23 de noviembre de 1977, la región fue asolada por un terremoto y que dejó como saldo lamentable algunas víctimas, y un porcentaje importante de daños materiales en edificaciones.
Sismo de 1861aunque dicha actividad geológica catastrófica, ocurre desde épocas prehistóricas, el terremoto del 20 de marzo de 1861 señaló un hito importante dentro de la historia de eventos sísmicos argentinos ya que fue el más fuerte registrado y documentado en el país. A partir del mismo la política de los sucesivos gobiernos mendocinos y municipales han ido extremando cuidados y restringiendo los códigos de construcción. Y con el terremoto de San Juan de 1944 del 15 de enero de 1944 (81 años) el gobierno sanjuanino tomó estado de la enorme gravedad sísmica de la región.
El Día de la Defensa Civil fue asignado por un decreto recordando el sismo que destruyó la ciudad de Caucete el 23 de noviembre de 1977, con más de 40.000 víctimas sin hogar. No quedaron registros de fallas en tierra, y lo más notable efecto del terremoto fue la extensa área de licuefacción (posiblemente miles de km²).
El efecto más dramático de la licuefacción se observó en la ciudad, a 70 km del epicentro: se vieron grandes cantidades de arena en las fisuras de hasta 1 m de ancho y más de 2 m de profundidad. En algunas de las casas sobre esas fisuras, el terreno quedó cubierto de más de 1 dm de arena.

## Economía
El departamento Ullum tiene como principal actividad económica a la agricultura, ya que tiene una superficie cultivada de 3.072 hectáreas, abastecidas a través de red de riego artificial, canales o acequias de cemento. De ese total, el 54% es ocupado por la vid, el 27% por olivo y el 9% por frutales. En menor producción, le siguen las explotaciones forestales, cereales y forrajes.

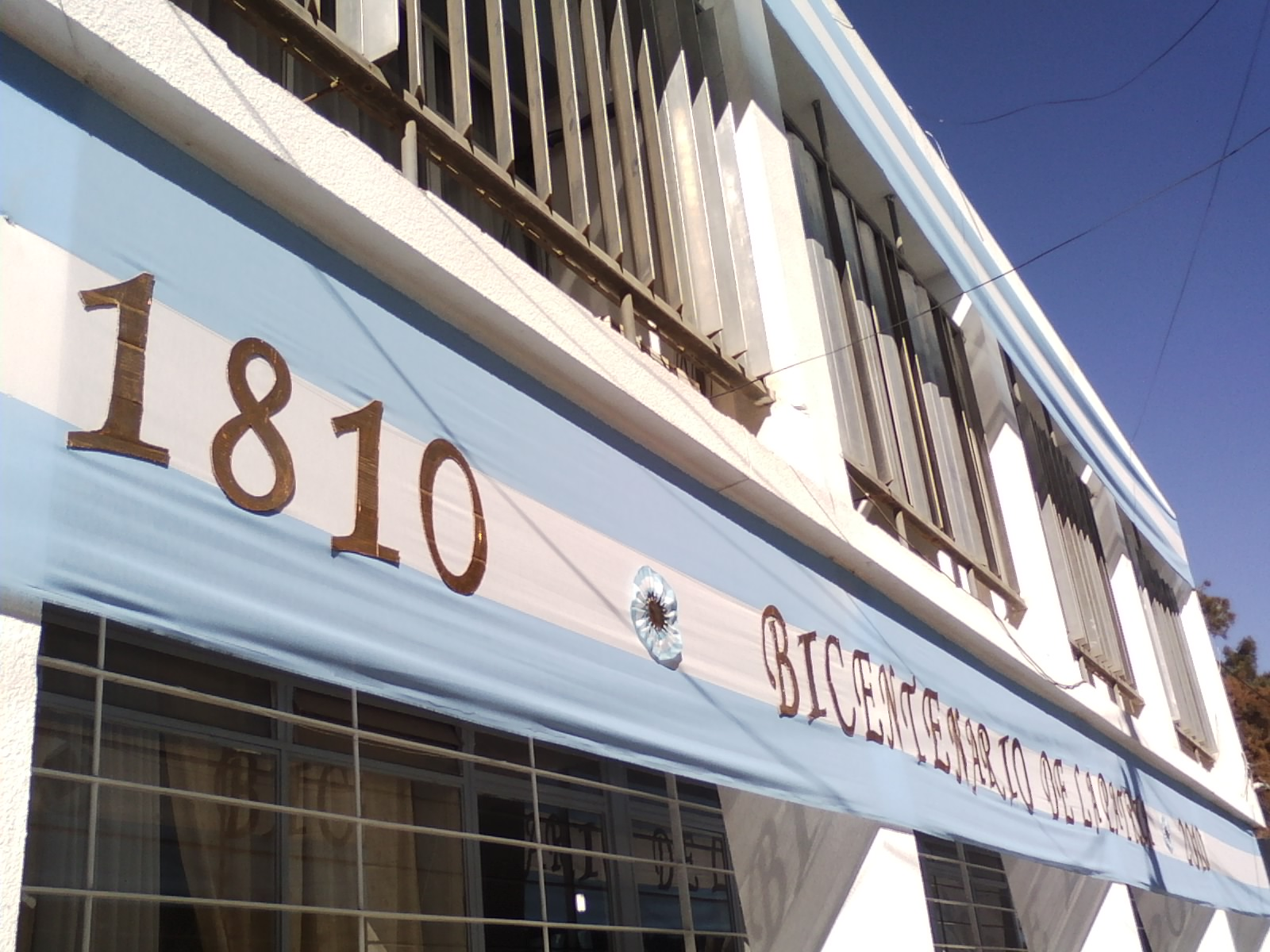
Fachada del Edificio del Palacio Municipal de Ullum

En cuanto a la industria, se destaca la del vino, y uva en fresco para exportación, una de los bodegas del lugar es la bodega Ansilta, también se encuentran en la zona entre otros cultivos, la del olivo (aceitunas), con una fábrica productora de aceites de oliva, en este departamento también se ubica una importante fábrica de la provincia, productora de cerámicos para toda la provincia y el país, ubicada entre los límites del departamento Ullum y Rivadavia, Ullum también se caracteriza por la riqueza en la minería, caracterizándose algunas de sus zonas, concentrándose recursos como el oro, plata y cinc, que no son explotadas en la actualidad.

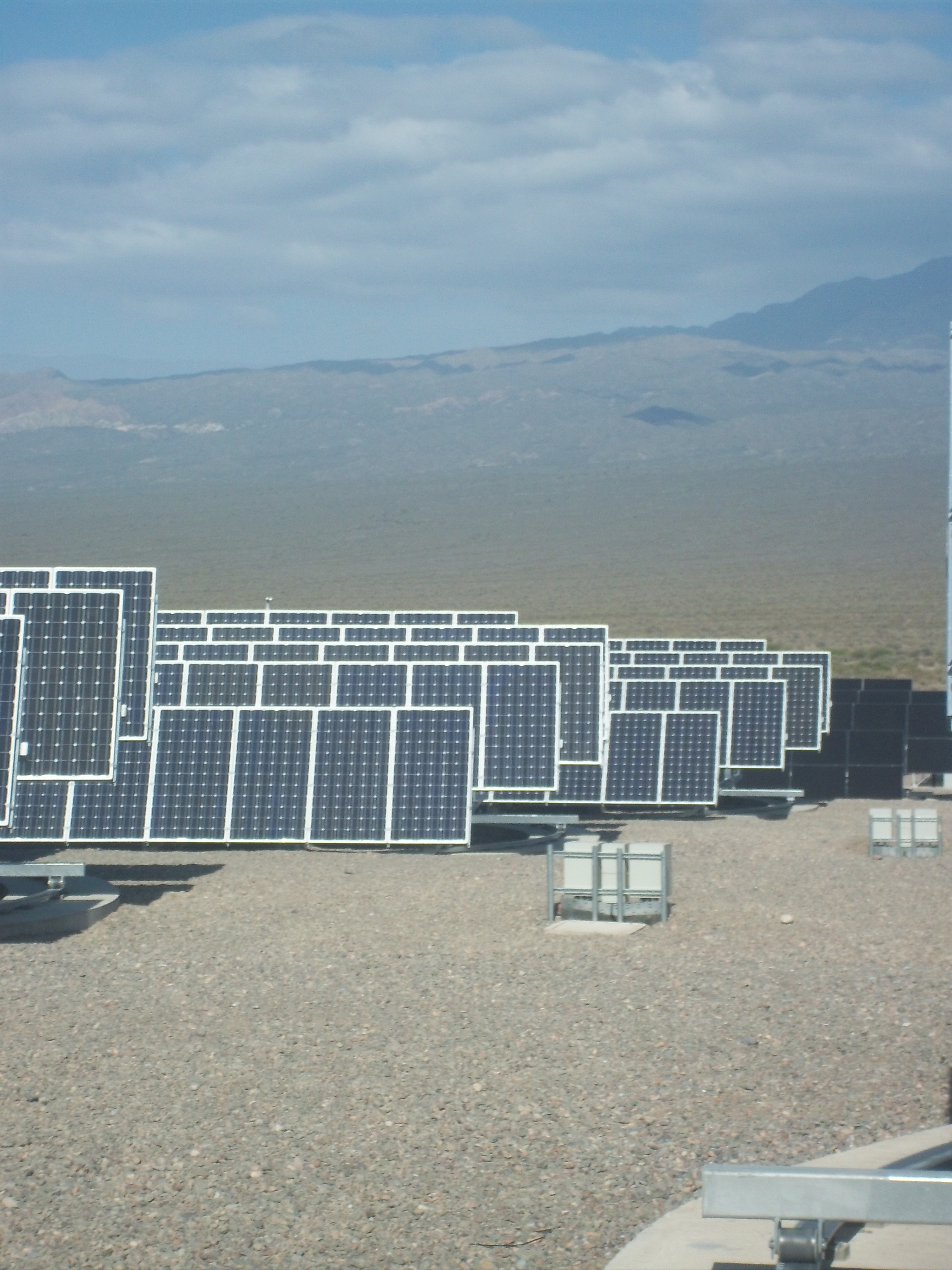
Planta solar San Juan I en Ullum

También Ullum es el primer departamento de Argentina y de Latinoamérica en contar con una planta de energía fotovoltaica (San Juan Solar I) inaugurada el 18 de abril de 2011, que provee en esta primera etapa (planta piloto de 1,2 MWp)de electricidad. También en el departamento se encuentran Usinas hidroeléctricas, como la Usina Hidroeléctrica "La Olla", Usina Hidroeléctrica Pie de Presa Quebrada de Ullum (Dique de Ullum), y la Usina Hidroeléctrica Dique Los Caracoles, y próximamente a inaugurar (año 2015)la Usina Hidroeléctrica Punta Negra, convirtiendo al departamentos Sanjuanino en un polo de generación de energías.

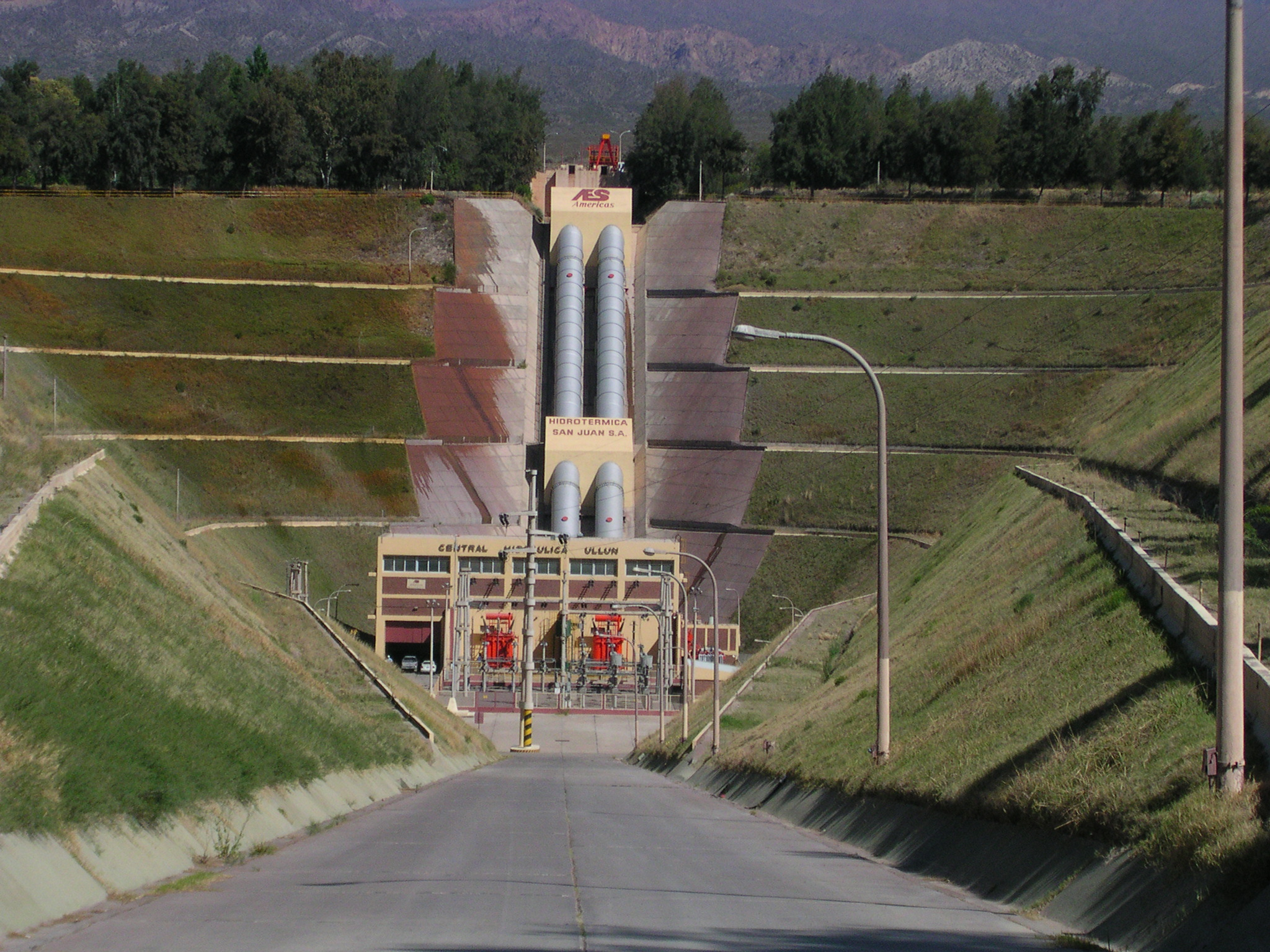
Central hidroeléctrica Ullum I y II (la olla).

Además se encuentra en plena etapa de construcción (año2014) la obra del camino perilagos, que bordeará y costeara los nuevos emprendimientos hidroeléctricos antes mencionados, y que dotarán al departamento de Ullum, Zonda y a la provincia de San Juan toda de una pasisaje de características únicas, y la posibilidad de volver a transitar al departamento de Calingasta por una nueva ruta de menor distancia (km) desde la capital Sanjuanina.-

## Historia
El poblamiento de esta zona se remonta a los primeros siglos del primer milenio, cuando allí se asentó la comunidad Ullum-Zonda (descendientes de los indios huarpes), la cual se caracterizó por practicar la agricultura y la cerámica.
Estas tierras no fueron pobladas de inmediato por los conquistadores españoles. Cuando lo hicieron, la figura de los huarpes comenzó a desaparecer.
En el departamento de Ullum y en otros tres departamentos de la provincia de San Juan, se encuentran legados dejados por el Imperio INCA, el Sistema Vial Andino Qhapac Ñan, más conocido como "El Camino del INCA", recientemente declarado por la UNESCO como Patrimonio de la Humanidad, el 21 de junio de 2014.

Sr. Don Agapito Floro Gil

En la historia reciente del departamento y en tiempos de democracia en Argentina, Ullum declaró a su primer Ciudadano Ilustre Post-Mortem del departamento, cayendo dicha distinción en la persona del Señor Don Agapito Floro Gil, que naciera en el departamento el 18 de agosto de 1923, el mencionado ullumero ocupó varios cargos en el departamento, no solo políticos sino también en diferentes instituciones como Uniones Vecinales, Comisario, Intendente cargo este último que lo ocupara en cuatro oportunidades entre otros cargos y funciones que dicho ciudadano desarrolló en su querido Ullum, la mencionada distinción lleva el Decreto N.º 430 del año 2008, Expediente n.º 773-I-073/2008, iniciado por el intendente municipal Alfredo Simón Ortiz, y aprobado por el Concejo Deliberante de la Municipalidad de Ullum, el acto de distinción se llevó a cabo en la plaza departamental Don Pedro Marchán y contó con la asistencia de público general, amigos, familiares, hijos y nietos del ahora "Ciudadano Ilustre" del departamento de Ullum.
Una de las tantas cualidades innatas de Don Agapito, fue su filantropía, cualidad que supo llevar como un estandarte de hombre de bien en cada uno de sus actos en la vida que le permitió ganar y conquistar un lugar en el corazón no solo de sus amigos y conocidos, y ullumeros, sino de muchos argentinos que le conocieron. 
Cabe recordar que la última intendencia a la que accedió el Ciudadano Ilustre, fue cuando se retomó la democracia en el país, comprendiendo los años 1983~1987 con M/C (Mandato/Cumplido).
El fallecimiento de Don Agapito F. Gil ocurrió el 30 de abril de 2003, a la edad de 79 años, sus restos mortales descansan en el cementerio del departamento.

## Educación

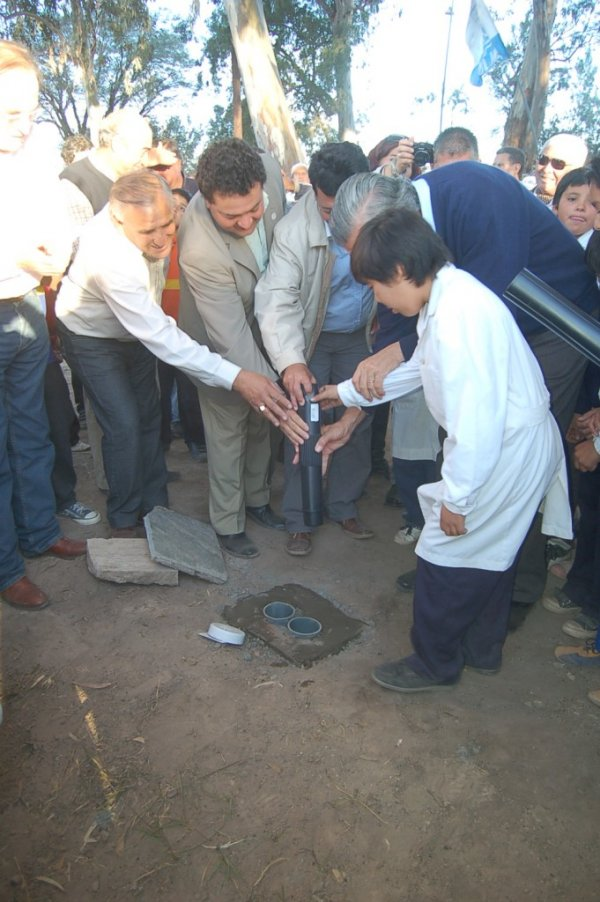
Colocación piedra fundamental Escuela Especial Ullum Año 2011

Ullum cuenta con varios establecimientos educativos que se encuentran distribuidos en el departamento, consta entre otros con establecimientos de educación Primaria, Secundaria o Polimodal, Terciario, establecimiento para alumnos de educación especial, Escuela complementaria entre otros, así podemos mencionar a la Centenaria Escuela Primaria Nº11 Elvira de la Riestra de Lainez, Escuela Primaria Benjamín Lenoir, Escuela de Educación Especial(EEE) Múltiple de Ullum, Escuela Técnica de Capacitación Laboral Armando Gaviorno, Escuela Provincial de Educación Técnica (E.P.E.T.) N° 9 Dr. René Favaloro, Escuela de nivel inicial ENI N.º 43, entre otros.
Antiguamente y antes de que se realizara la obra del Dique de Ullúm, el departamento contaba con un establecimiento educativo primario Escuela Nacional N.º 111, ubicada en la zona que hoy es el lago de Ullúm, establecimiento que fue demolido y trasladado de jurisdicción.

## Cultural
La siguiente es letra de la cueca 'En Ullum están Chayando' cuya Letra y Música corresponden a: Carlos Montbrún Ocampo, cueca que identifica al departamento, y versa sobre una de las tradiciones más bonitas y alegres que acontecían en el pueblo de Ullum de antaño, la chaya, tradición que se llevaba a cabo en épocas de verano, donde la gente del pueblo salía a las calles en horas de la siesta por lo general y apaciguaban el calor arrojándose agua fresca unos a otros (chaya) a modo de divertimento y alegoría por el carnaval. 
En Ullum están chayando
ha llegado el carnaval
(llenen todas las tinas de agua
agua fresca del manantial.)
Ya se vino la chinada
ya se acercan en tropel,
(preparate a la remojada
y aprontate a bailar después. )
ESTRIBILLO
En la fiesta de la Chaya.
con albahaca y con cedrón
salpicarla con esa rama
espolvoreala con almidón
y cuidarse que una serrana
no te chaye el corazón.

Linda, linda va la Chaya
en Ullum y en la ciudad 
(por allá con perfume y flores
aquí agüita y amor nomás.)

No se meta al entrevero
si no quiere un remojón
(que aquí nadie se escapa seco
ni se libra de un resbalón.)
ESTRIBILLO
A secarse y componerse 
que la noche va a llegar
rebuscate un parejita
buena moza para bailar.
¡Ay Qué linda que es la Chaya!
¡Qué lindo es el carnaval!
Reina

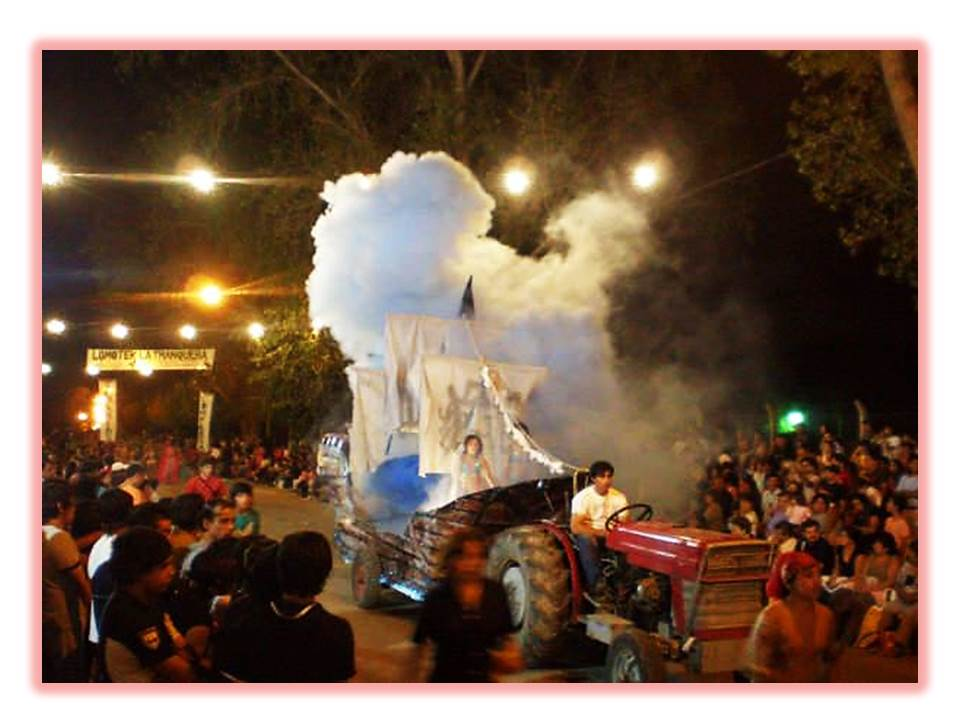
En los carnavales Ullunenses, como el de la foto, se lleva a cabo sobre la ruta principal 60, se elige la Reina mayor y menor del Carnaval, hay murgas, comparsas, y carros alegóricos, entre otras actividades.-

El departamento de Ullúm ya cuenta con su nueva Soberana, la Reina departamental del SOL para la edición de la Fiesta Nacional del Sol 2019, ella es Brisa Jofré de 18 años de edad, la representante será embajadora turística y cultural de su departamento. La reina estudia técnica administrativa

## Turismo
En cuanto al turismo cobra preponderancia el Dique de Ullum, emplazado en el Río San Juan, donde se localizan diversos balnearios y clubes que están a lo largo de sus costas, como Punta Tabasco, Club Vela y Remo, Club Náutico Ullum, Complejo Del Bono Beach, Embarcadero, Complejo UNSJ, Palmar del Lago, Bosque del Dique, Costa Magna, Playa Hermosa, Camping Municipal de Ullum, Club caza y pesca entre otros, sitios todos donde se pueden disfrutar de una variedad importante de actividades, como el deporte acuático con sus diversas categorías, Senderismo, ciclismo, mountain bike, parapente, rally, cabalgatas, entre muchos otros, además de hospedajes varios, paradores, etcétera.
El departamento de Ullum, cuanta además con su Fiesta Departamental que se realiza en el mes de febrero de cada año y que se lleva a cabo en el predio del Camping municipal, cuyo nombre es Fiesta Departamental de Ullum y su Espejo, en el año 2014 no se llevó a cabo por diferentes problemas entre los que se pueden mencionar inconvenientes con las lluvias.
Al departamento de Ullum se puede acceder en la actualidad por dos vías, la ruta provincial 60 (ex ruta 14), que costea el perilago y por el Departamento Zonda, por la llamada ruta o calle Las Moras, que cuenta en la actualidad con pavimentación e iluminación en toda su extensión, entre ambos accesos, las distancias son prácticamente las mismas.
Localidades:
- Talacasto
- Matagusanos
- Villa Aurora
- El Chilote
- Hualilán
- Santa Rosa
- La Toma
- Punta Negra